# Virtualna privatna mreža
VPN je skraćenica od eng. virtual private network (hrv. „virtualna privatna mreža”) i ime za računalnu mrežu koja spaja daleke mreže koristeći javne komunikacijske mreže kao što je internet. VPN daje upraviteljima mreža i krajnjim korisnicima sigurnost od prisluškivanja i upadanja drugih korisnika (namjerno ili nehotično) kroz korištenje tehnoloških rješenja kao što su tunelski protokoli i šifriranje. VPN se koristi i za spajanje različitih mreža, poput dvije IPv6 mreže preko spojne IPv4 mreže.
Svaka je računalna mreža na neki način (svjesno ili nesvjesno, hotimično ili nehotice) do neke mjere zaštićena od neželjenih upada (npr. korištenjem NAT-a). Za autentikaciju i autorizaciju korisnika unutar mreže koristimo korisnička imena i lozinke prema kojima pojedinom korisniku dopuštamo spajanje na mrežu i korištenje određenih resursa. Kad bismo to pod jednakim uvjetima dopustili i korisnicima s Interneta, to bi predstavljalo ozbiljan sigurnosni propust. Tu nam pomažu VPN protokoli koji su u stanju na siguran način spojiti dvije udaljene točke na internetu, između njih ostvariti takozvani tunel kroz koji onda prolazi promet korisnika koji ima dojam kao da se spaja unutar mreže odnosno kao da se stvarno nalazi na lokaciji na koju je spojen.
VPN može biti ostvaren između krajnjeg korisnika i udaljene mreže gdje na računalu korisnika moraju biti podešeni svi parametri spajanja a korisnik se mora autentificirati na jedan, dva ili sva tri (3FA) načina autentifikacije.
VPN između dvije lokacije (site-to-site) ostvaren je između usmjerničkih uređaja (routera) tvrtke te korisnici nisu ni svjesni njegovog postojanja i ne moraju se ni na kakav poseban način autentificirati da bi ostvarili vezu s drugom stranom.
Ono što se danas najčešće podrazumijeva pod pojmom VPN je usluga koju razne svjetske kompanije pružaju širokoj bazi korisnika a radi se o prvoj opisanoj inačici (spajanje korisnika na udaljenu mrežu) ali ne s ciljem povezivanja s drugom privatnom mrežom nego sa stvaranjem privida drugim korisnicima da se stvarno nalazimo na lokaciji na koju smo spojeni.
Svrha takvog "zametanja tragova" može biti lažno predstavljanje nekom pružatelju usluga na ograničenom teritoriju (Netflix na primjer ima program namijenjen samo američkom tržištu) kako bismo ostvarili pristup resursima koji nam nisu namijenjeni. Takav pružatelj VPN usluge nam daje anonimnost a ponekad i neke dodatne elemente sigurnosti.
Najširu popularnost i susret s najvećim brojem korisnika VPN je doživio s pojavom COVID pandemije kad su milijuni ljudi, kojima je vrsta posla to dopuštala, ostali kod kuće te spojeni u VPN kompanije nastavili raditi kao što bi to činili da su stvarno tamo.